# Distretto di Sicsibamba
Il distretto di Sicsibamba è un distretto del Perù nella provincia di Sihuas (regione di Ancash) con 1.906 abitanti al censimento 2007 dei quali 303 urbani e 1.603 rurali.
È stato istituito il 6 novembre 1909.